# Grand-voïvode d'Alba Iulia
Grand-voïvode d'Alba Iulia (en roumain : Mare Voievod de Alba-Iulia) est le titre porté par l'héritier du trône de Roumanie durant le règne du roi Carol II (1930-1940). Il est décerné au prince Michel, auparavant roi sous le nom de Michel Ier.